# Fontenoy-la-Joûte
Fontenoy-la-Joûte é uma comuna francesa na região administrativa de Grande Leste, no departamento de Meurthe-et-Moselle. Estende-se por uma área de 10,89 km². Em 2010 a comuna tinha 315 habitantes (densidade: 28,9 hab./km²).

É considerada uma cidade literária desde 1993.